# لوپچه-ساوینو
لوپچه-ساوینو (انگلیسی: Lupche-Savino) یک رودخانه در استان مورمانسک کشور روسیه است.